# Kereklevelű körtike
A kereklevelű körtike (Pyrola rotundifolia) a hangafélék (Ericaceae) családjába tartozó, Magyarországon védett növény.

## Leírása
10–30 cm magas, kopasz, rizómás növény. A levelek kerekdedek, tompa csúcsúak, nyelesek, A levélnyél hosszabb, mint a lemez, tőlevélrózsában állnak. A virágfürt mindenoldalú, a párta harang alakú. A csészecimpa 2-4,5 mm hosszú, lándzsás, kihegyezett. A párta fehér, 8–12 mm átmérőjű. A bibe 4–10 mm hosszú, a bibeszál görbült. Június-júliusban virágzik.

## Élőhelye
Általában mészkerülő lomb-, tűlevelű elegyes erdőkben, itt a fenyves miatt fordulhat nagy tőszámban elő.

## Galéria
|  |  |